# Lena Ekman
Lena Margareta Ekman, född 19 februari 1950 i Malmö S:t Johannes församling, är en svensk vissångerska som ofta medverkat i feministiska sammanhang. 
Lena Ekman var på 1970-talet medlem av Bella Ciao, men framträdde även solo. Hon har utgivit tre solo-LP; den senaste, från år 1989, innehåller egna tonsättningar av dikter av Karin Boye. Hon har också varit med i de numera nedlagda körerna Extrasalt och Stockholms bulgariska damkör. Numera är hon med i den lilla kvinnokören Sötsurt – bildad av Extrasalts kvinnliga medlemmar – för vilken hon skriver och arrangerar musik, till texter av bland andra Aino Trosell. 

## Diskografi

### Soloalbum
- 1977 – Hjulspår (LP, Silence SRS 4641)
- 1980 – Det beror på ögonen som ser (LP, Mistlur MLR-11)
- 1989 – Den okända  (LP, YTF 50910)

### Övrigt
- 1973 – Tillsammans ("kollektiv-LP", Silence SRS 4617)
- 1974 – Tjejclown (kvinno-LP, MNW 48P)
- 1976 – Om åtta timmar (LP, Bella Ciao, MNW 67P)
- 1976 – Igår, idag, imorgon (LP, med Jan Hammarlund och Turid, Silence SRS 4638)
- 1977 – Sånger och musik från Kvinnokulturfestivalen (samlings-LP, Silence Records SRS 4647)
- 2002 – Guttural Shock (CD med gruppen Kra där Lena Ekman medverkade 1991, utgiven 2002) KRACD - 2002